# Nipponogarypus enoshimaensis
Nipponogarypus enoshimaensis är en spindeldjursart som beskrevs av Kuniyasu Morikawa 1955. Nipponogarypus enoshimaensis ingår i släktet Nipponogarypus och familjen Olpiidae.

## Underarter
Arten delas in i följande underarter:
- N. e. enoshimaensis
- N. e. okinoerabensis